# Астрюк га-Леви
Астрюк га-Леви из Дароки, Арагон (XIV век, Альканьис, Арагон — XV век) — испанский талмудист конца XIV и начала XV веков, участник знаменитого диспута в Тортосе (1413—1414), о котором он оставил свои записки.
Как делегат от еврейской общины одного из арагонских городов, участвовал в религиозном диспуте в Тортосе, проходившем в 1413 году под председательством папы Бенедикта XIII, с отпавшим от еврейства раввином Иошуа Аллорки, носившим в христианстве имя Жеронимо де Санта Фе. Обнаружил тогда большую энергию и широту мысли, например:
- когда на основании некоторых странных мест в Аггаде были сделаны нападки на Талмуд, Астрюк представил собранию письменное заявление, в котором отрицал за аггадой какую-либо авторитетность и был готов совершенно её отвергнуть;
- в другом случае Астрюк вызвал даже гнев папы: в ответ на указание Бенедикта XIII, что агадическая легенда о том, что Мессия родился в день разрушения Храма и теперь находится в раю, невероятна, Астрюк возразил: «Папа и владыка, вы верите в столь многие невероятные вещи о вашем Мессии, позвольте же нам верить в эту единственную невероятность относительно нашего».[2]